# 엑스선분광학
X선 분광학은 X선을 이용하여 물질의 전자 구조를 결정하는 여러 분광학 기술을 통합하여 가리키는 말이다.

## 특성 X선 분광법
원자의 내각 전자가 광자의 에너지에 의해 여기되면, 더 높은 에너지 준위로 이동하게 된다. 그런 다음 낮은 에너지 준위로 돌아올 때, 여기되어 얻은 에너지는 해당 원소 특유의 파장을 가진 광자로 방출된다. X선 방출 스펙트럼을 분석하면 시료의 원소 조성에 대한 정성적인 정보를 얻을 수 있다. 시료의 스펙트럼을 알려진 조성을 가진 샘플의 스펙트럼과 비교하면, 흡수, 형광, 원자번호 등에 대한 수학적 보정을 거쳐 정량적인 결과를 얻을 수 있다.
원자는 전자현미경 등에서의 전자빔, 양성자빔(PIXE 참고), 또는 X선빔(X선 형광 분석, XRF 또는 최근의 투과 XRT 참고)과 같은 고에너지 입자빔에 의해 여기될 수 있다. 이러한 방법들은 수소(H), 헬륨(He), 리튬(Li)을 제외한 주기율표의 모든 원소를 분석할 수 있게 해준다.
전자현미경에서는 전자빔이 X선을 여기시키며, 특성 X선 복사의 스펙트럼을 분석하는 주요 기술로는 에너지 분산형 X선 분광법(EDS)과 파장 분산형 X선 분광법(WDS)의 두 가지가 있다. X선 투과법(XRT)에서는 광전 효과와 콤프턴 효과를 기반으로 유효 원자 조성(Zeff)을 파악할 수 있다.

### 에너지 분산형 X선 분광법
에너지 분산형 X선 분광기에서는 반도체 검출기가 입사하는 광자의 에너지를 측정한다. 검출기의 성능과 해상도를 유지하기 위해 액체 질소나 펠티에 냉각 장치를 사용해 냉각해야 한다. EDS는 주로 분광보다 영상화가 주요 작업인 전자현미경에서 널리 사용되며, 저가형 또는 휴대용 XRF 장비에서도 사용된다.

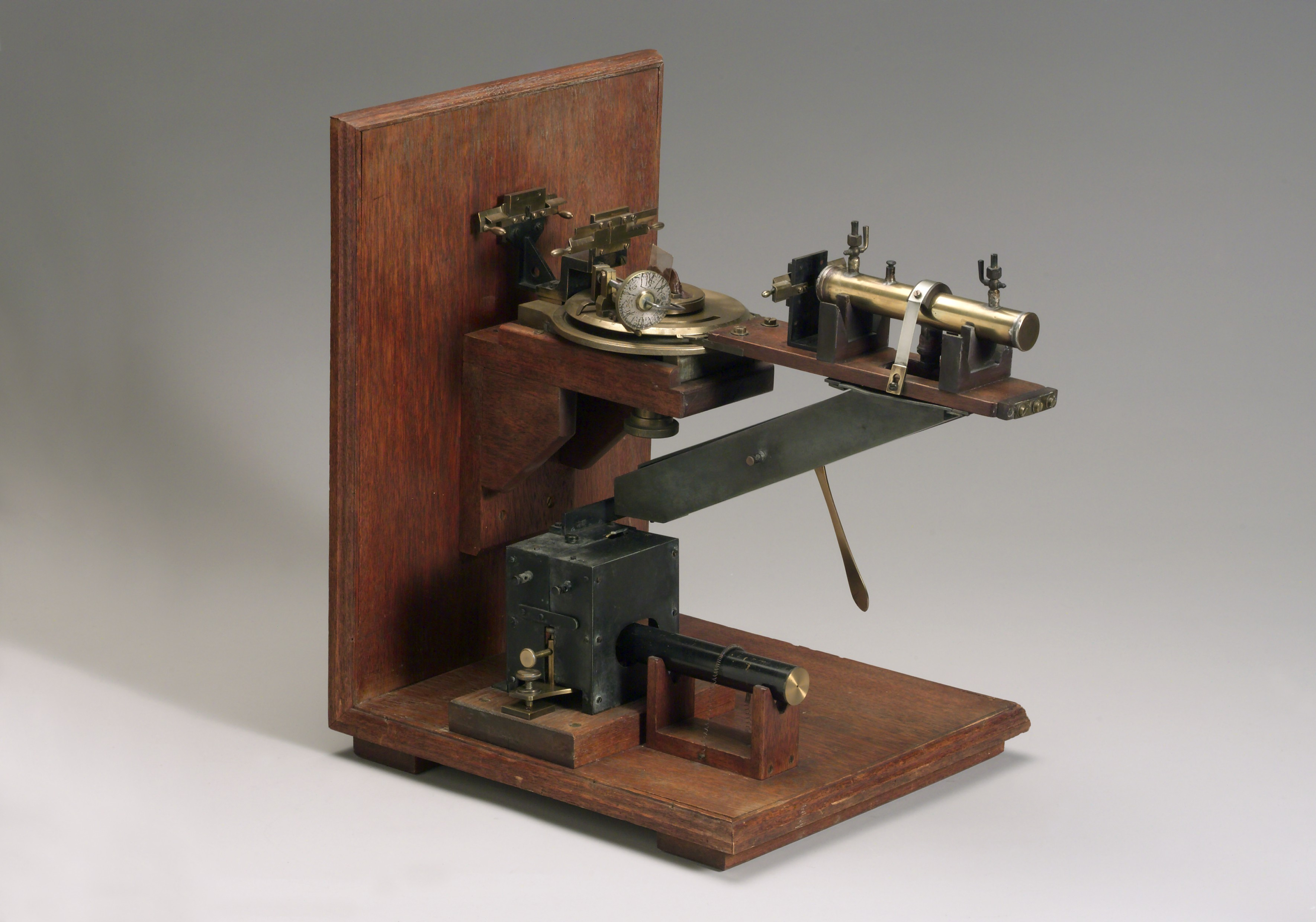
브래그의 X선 분광기

### 파장 분산형 X선 분광법
파장 분산형 X선 분광기에서는 단결정이 브래그 법칙에 따라 광자를 회절시키고, 회절된 광자가 검출기에 의해 수집된다. 회절 결정을 검출기와 상대적으로 이동시킴으로써 넓은 스펙트럼 영역을 관찰할 수 있다. 넓은 스펙트럼 범위를 관측하기 위해 3~4개의 서로 다른 단결정이 필요할 수 있다. EDS와는 달리, WDS는 연속적으로 스펙트럼을 획득하는 방식이다. WDS는 EDS보다 느리고 시료의 위치에 더 민감하지만, 우수한 스펙트럼 해상도와 감도를 제공한다. WDS는 X선 미세분석이 주요 목적이 되는 마이크로프로브나 XRF 장비에서 널리 사용되며, 브래그 법칙을 이용해 격자면 간격이나 입사 X선의 파장 등의 다양한 데이터를 계산하는 X선 회절 분야에서도 널리 사용된다.

## X선 방출 분광법
1915년 노벨상을 공동 수상한 윌리엄 로렌스 브래그와 윌리엄 헨리 브래그 부자는 X선 방출 분광법 개발의 원조 격인 선구자였다. 윌리엄 헨리 브래그가 개발한 분광기의 한 예는 런던 과학 박물관에서 볼 수 있으며, 이 장비는 부자가 함께 결정 구조를 연구하는 데 사용되었다. 이들은 고에너지 전자를 여기원으로 사용하여 많은 원소들의 X선 파장을 높은 정밀도로 측정하였다. 이때 사용된 장비는 진공관 또는 X선관이었으며, 이를 통해 다양한 원소의 결정에 전자를 통과시켰다. 또한 이들은 다이아몬드로 새긴 유리 회절 격자를 제작하여 분광기에 사용하였다. 이들의 업적을 기려, 결정의 회절 법칙은 브래그 법칙(Bragg's law)이라 불린다.
현재는 강력하고 파장 조절이 가능한 X선을 싱크로트론에서 생성하는 것이 일반적이다. 물질 내에서 X선은 입사 빔에 비해 에너지 손실을 겪을 수 있으며, 이 에너지 손실은 원자계의 내부 여기 상태를 반영한다. 이는 가시광 영역에서 널리 사용되는 라만 분광법의 X선 버전으로 볼 수 있다.
X선 영역에서는 전자 상태 변화(오비탈 간 전이)를 탐색할 수 있을 만큼 충분한 에너지가 있으며, 이는 주로 분자 전체의 회전 또는 진동 상태 변화를 다루는 광학 영역과 구별된다. 예를 들어, 초연질 X선 영역(약 1 keV 이하)에서는 결정장 여기로 인해 에너지 손실이 발생한다.
광자가 입사하고 다시 방출되는 과정은 산란 현상으로 이해될 수 있다. X선 에너지가 코어 전자의 결합 에너지에 해당할 경우, 이 산란 과정은 수십 배에서 수천 배 이상 공명적으로 증폭된다. 이러한 형태의 X선 방출 분광법을 공명 비탄성 X선 산란(RIXS, Resonant Inelastic X-ray Scattering)이라고 한다.
코어 오비탈의 에너지가 서로 뚜렷하게 분리되어 있기 때문에, 특정 원자를 선택적으로 조사할 수 있다. 코어 오비탈이 공간적으로 매우 국한되어 있기 때문에 RIXS 과정은 선택된 원자 근방의 전자 구조를 반영하게 된다. 따라서 RIXS 실험은 복잡한 시스템에서의 국소 전자 구조에 대한 중요한 정보를 제공하며, 이론적인 계산도 상대적으로 간단하게 수행할 수 있다.

### 기기 구성
초연질 X선 영역에서 X선 방출 스펙트럼을 분석하기 위한 여러 가지 효율적인 설계가 존재한다. 이러한 장비의 성능 지표는 스펙트럼 처리율(spectral throughput)이며, 이는 검출된 강도와 분광 해상도의 곱으로 정의된다. 일반적으로 이 두 파라미터는 일정 범위 내에서 조절 가능하며, 그 곱은 일정하게 유지된다.

#### 회절 격자 분광기 (Grating spectrometers)
보통 X선 분광기에서의 회절은 결정(crystal)을 이용해 이루어지지만, 격자 분광기에서는 시료에서 방출된 X선이 먼저 광원 정의 슬릿(source-defining slit)을 통과한 후, 거울 또는 회절 격자 등의 광학 요소에 의해 파장에 따라 회절되고, 최종적으로 초점에 위치한 검출기에 의해 감지된다.

#### 구면 격자 장착 (Spherical grating mounts)
헨리 어거스터스 롤런드(Henry Augustus Rowland, 1848–1901)는 회절과 초점을 동시에 수행할 수 있는 단일 광학 요소인 구면 격자(spherical grating)를 사용하는 장비를 고안했다. X선은 모든 재료에서 반사율이 낮기 때문에, 비스듬한 입사각(grazing incidence) 조건에서 격자에 입사시켜야 한다. X선이 매끄러운 표면에 몇 도의 작은 각도로 입사하면 외부 전반사(total external reflection)가 발생하며, 이 현상을 이용해 기기의 효율을 대폭 향상시킬 수 있다.

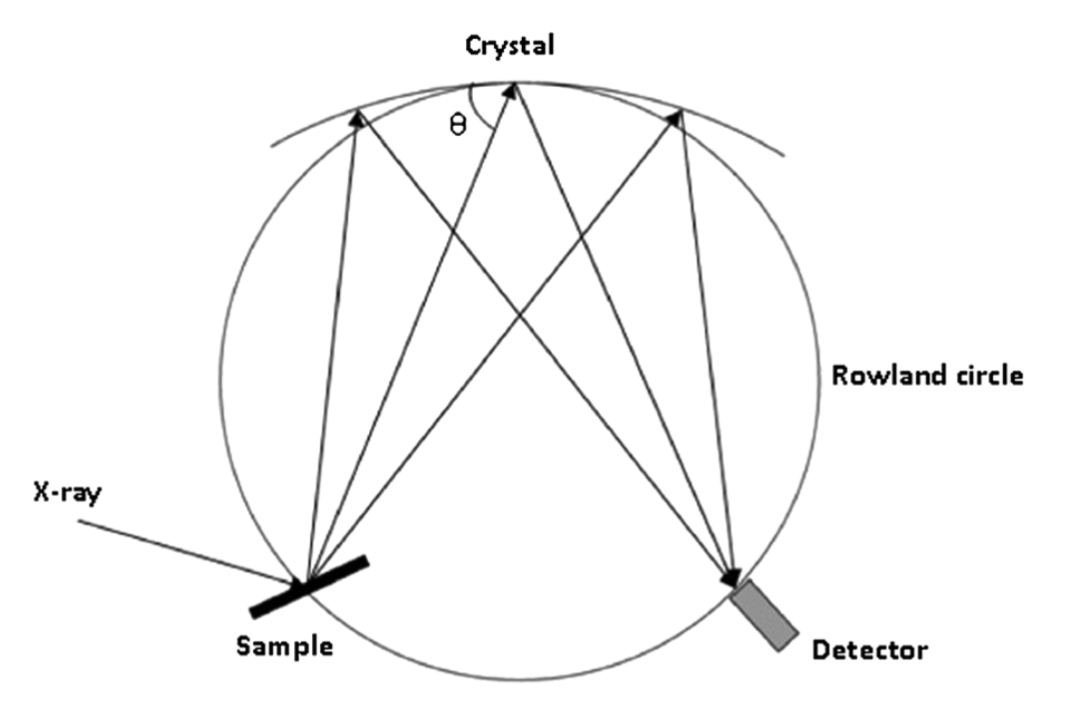
롤랜드 원 기하학의 개략도. 입구 슬릿, 회절격자, 회절 광선이 롤랜드 원 위에 있습니다.

#### 롤런드 원 (Roland circle) 기하학의 개념도
입구 슬릿, 격자, 회절된 빔은 모두 롤런드 원 상에 위치한다. R은 구면 격자의 곡률 반지름이며, 롤런드 원은 반지름이 R/2인 가상의 원으로, 격자면 중앙에 접하게 배치된다. 입구 슬릿과 검출기를 이 원 위에 배치하면, 입사한 X선은 하나의 구면 격자에 의해 동시에 회절 및 초점 조절이 이루어진다. 각 파장은 브래그 법칙에 따라 특정 각도로 회절되고, 롤런드 기하학은 이 회절된 광선이 원을 따라 초점에 모이도록 보장한다. 이 구성은 추가적인 초점 광학계 없이도 높은 에너지 분해능을 제공한다.

#### 평면 격자 장착(Plane grating mounts)
광학 분광기와 유사하게, 평면 격자 분광기에서는 먼저 X선 광원이 방출하는 발산 광선을 평행 광선으로 변환해야 하며, 이를 위해 포물 거울(parabolic mirror)을 사용한다. 이 포물 거울을 통과한 평행광은 일정한 홈 간격을 가진 평면 격자에 동일한 각도로 입사하고, 파장에 따라 회절된다. 그 후, 두 번째 포물 거울이 회절된 광선을 수집하고 특정 각도에서 검출기에 이미지를 형성한다. 2차원 위치 감지 검출기(예: 마이크로채널 광증배기 판, X선 감응 CCD 칩, 또는 필름판)를 사용하면 특정 파장 범위의 스펙트럼을 동시에 기록할 수 있다.

#### 간섭계 (Interferometers)
격자가 생성하는 다중 빔 간섭 개념 대신, 단순히 두 개의 광선이 서로 간섭할 수 있다. 이러한 두 광선이 동일 선상에서 일정한 위치에 도달하도록 한 후, 상대 위상을 변화시키면서 강도를 측정하면, 경로 길이 차이에 따른 강도 스펙트럼을 얻을 수 있다. 이는 푸리에 변환된 스펙트럼(주파수 함수 형태)과 동일한 결과를 제공한다. 측정 가능한 최고 주파수는 스캔에서 선택된 최소 스텝 크기에 의해 결정되고, 주파수 해상도(주파수를 얼마나 잘 구분할 수 있는가)는 가능한 최대 경로 길이 차이에 의해 결정된다. X선은 파장이 매우 짧기 때문에, 간섭계는 고해상도를 얻기 위한 장치를 격자 분광기보다 훨씬 더 소형화할 수 있다.

#### 미국에서의 X선 분광법 초기 역사
네덜란드 아인트호벤에 본사를 둔 Philips Gloeilampen Fabrieken는 전구 제조업체로 시작했지만 곧 전기 장치, 전자 제품 및 X선 장비를 포함한 관련 제품의 선도 제조업체로 발전했다. 이 회사는 세계에서 가장 큰 R&D 연구소 중 하나도 보유하고 있었다. 1940년, 네덜란드가 히틀러의 독일에 점령되자, 이 회사는 뉴욕 허드슨 강변 어빙턴에 있는 부동산에 연구소를 설립하고 그곳으로 상당한 자금을 이체했다. 전구 기술의 연장선으로, 필립스는 의료용 트랜스포머 기반 X선 튜브를 개발했는데, 이 튜브들은 과학용 X선 장비에도 사용할 수 있었으나 상업적 수요는 매우 낮았다. 이에 따라 경영진은 이 시장을 개척하기로 하고, 네덜란드와 미국 양국의 연구소에 개발 그룹을 설립했다.
그들은 미시간 대학교 교수이자 적외선 연구의 세계적 권위자였던 Dr. Ira Duffendack을 연구소장으로 고용하고, 인력을 구성하도록 했다. 1951년 그는 워싱턴 대학교(세인트루이스)에서 X선 장비 연구를 했던 Dr. David Miller를 연구 부소장으로 고용했다. Duffendack 박사는 또한 X선 회절 분야의 저명한 연구자 Dr. Bill Parish를 영입해 X선 장비 개발 부문을 맡겼다.
X선 회절 장치는 결정 분석을 위해 학계 연구 부서에서 널리 사용되었으며, 그 핵심 구성 요소는 정확한 각도 측정 장치인 고니오미터(goniometer)였다. 당시에는 상용화된 고니오미터가 없어 연구자들이 개별적으로 제작해야 했다. Parish 박사는 이것이 시장 개척에 적합한 장비라고 판단하여, 그의 팀이 고니오미터를 설계하고 제조 기술을 습득했다. 그 결과, 고니오미터와 함께 사용 가능한 X선 튜브 및 전원 공급 장치를 포함한 완성된 회절 장비가 개발되어 성공적으로 판매되었다.
미국 본사는 연구소가 제조 시설로 전환되는 것을 원치 않아, 별도의 상업 부서를 설립해 X선 장비 시장을 더욱 확장하기로 결정했다. 1953년 Norelco Electronics가 뉴욕 마운트버넌에 설립되어 X선 장비의 판매 및 기술 지원에 전념하게 되었다. 이 부서에는 영업팀, 제조팀, 엔지니어링 부서, 응용 연구소가 포함되었다. Dr. Miller는 연구소에서 엔지니어링 부서장으로 자리를 옮겼다.
영업팀은 매년 3회의 교육 프로그램을 운영했는데, 각각 마운트버넌, 덴버, 샌프란시스코에서 개최되었다. 이 일주일 과정은 X선 장비의 기초와 Norelco 제품의 적용 방법을 다뤘으며, 강사진은 엔지니어링 부서의 인원과 학계 자문으로 구성되었다. 이 교육은 학계 및 산업 연구진의 큰 관심을 받았다.
응용 연구소는 핵심적인 영업 도구였다. X선 분광기가 빠르고 정확한 분석화학 장비로 소개되었을 때, 많은 회의적 반응에 부딪혔다. 당시 대부분의 연구시설은 화학 분석을 습식 화학(wet chemistry) 방식으로 진행하고 있었기 때문이다. 이 편견을 극복하기 위해, 영업 사원은 잠재 고객에게 현재 습식 방식으로 수행 중인 분석 과제를 요청하고, 그 작업을 응용 연구소에 전달해 X선 장비로 빠르고 정확하게 분석하는 모습을 보여주었다. 이 전략은 매우 효과적이었고, 결과는 월간 기술 저널 ‘Norelco Reporter’에 발표되어 산업 및 학계에 널리 배포되었다.
X선 분광기의 구성 요소는 다음과 같다:

그림1

- 고전압 전원 공급 장치 (50kV 또는 100kV)
- 광대역 X선 튜브 (보통 텅스텐 양극, 베릴륨 창 포함)
- 시료 홀더
- 분석용 결정체
- 고니오미터
- X선 검출기

이 장비들은 특정 구조로 배치된다.(그림1 참조)
튜브에서 방출되는 연속 X선 스펙트럼은 시료를 조사하며, 시료에서 특성 X선 스펙트럼이 여기된다. 92개 모든 원소는 고유한 스펙트럼을 방출하며, 광학 스펙트럼과는 달리 X선 스펙트럼은 비교적 단순하다. 가장 강한 선(Kα 혹은 Lα선)은 원소를 식별하기에 충분하다. 이 선의 존재는 해당 원소의 존재를 나타내며, 강도는 그 원소의 농도에 비례한다. 분석 결정은 브래그 조건에 따라 특정 각도로 이 X선을 반사한다. 결정은 회전을 통해 다양한 회절 각도 θ를 샘플링하고, 검출기는 이에 대응하는 각도 2θ로 회전한다. 검출기는 감도가 높아, X선 광자를 개별적으로 계수할 수 있다. 각 각도에서 일정 시간 동안 데이터를 수집하여 선의 강도를 확인하고, 이를 곡선으로 표시해 시료의 조성을 파악한다.

그림2

몰리브덴 시료 스캔 차트(그림2)에서는 왼쪽의 높은 피크가 2θ = 12도에서의 특성 α선이다. 2차 및 3차 회절선도 나타난다.
산업 응용에서는 α선이 주 관심 대상인 경우가 많아, Norelco는 Autrometer라는 기기를 개발했다. 이 장치는 특정 2θ 각도에서 원하는 시간만큼 자동으로 읽을 수 있도록 프로그래밍 가능하였다.
Autrometer가 출시된 직후, 필립스는 미국과 유럽에서 각각 개발한 X선 장비의 마케팅을 중단하고, Eindhoven 본사의 장비만을 판매하기로 결정하였다.
1961년, Autometer 개발 중에 Norelco는 제트 추진 연구소(JPL)로부터 서베이어(Surveyor) 우주선의 장비 개발 하청을 받았다. 달 표면의 조성은 매우 중요한 관심사였으며, X선 검출 장비가 잠재적 해결책으로 고려되었다. 그러나 30와트의 전력 제한으로 인해 매우 도전적인 작업이 되었고, 장비는 개발되었지만 실제 사용되지는 않았다. 이후 NASA의 기술 개발로 인해 실제 달 토양 분석에 사용된 X선 분광 장치가 탄생하게 되었다.
비록 Norelco의 노력은 사라졌지만, XRF(X-ray fluorescence) 장비로 알려진 X선 분광 장치는 꾸준히 발전했다. NASA의 기술 지원과 더불어 장비는 결국 손에 들 수 있는 크기로 소형화되었으며, 현재 널리 사용되고 있다. 대표적인 제조업체로는 Bruker, Thermo Scientific, Elvatech Ltd., SPECTRA 등이 있다.